# Marietta (Ohio)
Marietta település az Amerikai Egyesült Államok Ohio államában, Washington megyében, melynek megyeszékhelye is. Lakosainak száma 13 385 fő (2020. április 1.).

## Népesség
A település népességének változása:

| 2010 | 14 085 |
| 2020 | 13 385 |